# Nogata
Nōgata (直方市; -shi) é uma cidade japonesa localizada na prefeitura de Fukuoka.
Em 2003 a cidade tinha uma população estimada em 58 135 habitantes e uma densidade populacional de 941,00 h/km². Tem uma área total de 61,78 km².
Recebeu o estatuto de cidade a 1 de Janeiro de 1931.